# Telekommunikationsanlage
Als Telekommunikationsanlage zählt jede technische Anlage oder jedes technische System, die als Nachrichten identifizierbare elektromagnetische oder optische Signale senden, übertragen, vermitteln, empfangen, steuern oder kontrollieren können.

## Allgemeines
Dies ist die Legaldefinition des § 3 Nr. 60 Telekommunikationsgesetz.
Die aus Telekommunikationsanlage gebildete Abkürzung TK-Anlage (TK-Anl oder TKAnl) bezeichnet hingegen im Fachjargon meist eine Telefonanlage. Telefonanlagen werden hauptsächlich in die Kategorien analog und digital unterteilt. Angeschlossen wird die Telefonanlage über eine je nach Anforderung variierende Anzahl von Leitungen beziehungsweise Nutzkanälen ans öffentliche Netz (zum Beispiel ISDN).

## Arten
Zu den Telekommunikationsanlagen gehören insbesondere die Übertragungswege in Form von Kabel- (Telefonnetz, Breitbandnetz) oder Funkverbindungen mit ihren übertragungstechnischen Einrichtungen als Punkt-zu-Punkt- oder Punkt-zu-Mehrpunktverbindungen mit einem bestimmten Informationsdurchsatzvermögen (Bandbreite oder Bitrate) einschließlich ihrer Abschlusseinrichtungen (§ 3 Nr. 28 TKG), Frequenzen, Telekommunikationsgeräte oder Telekommunikationsnetze.